# Juan Pantoja de la Cruz
Pour les articles homonymes, voir Pantoja (homonymie).

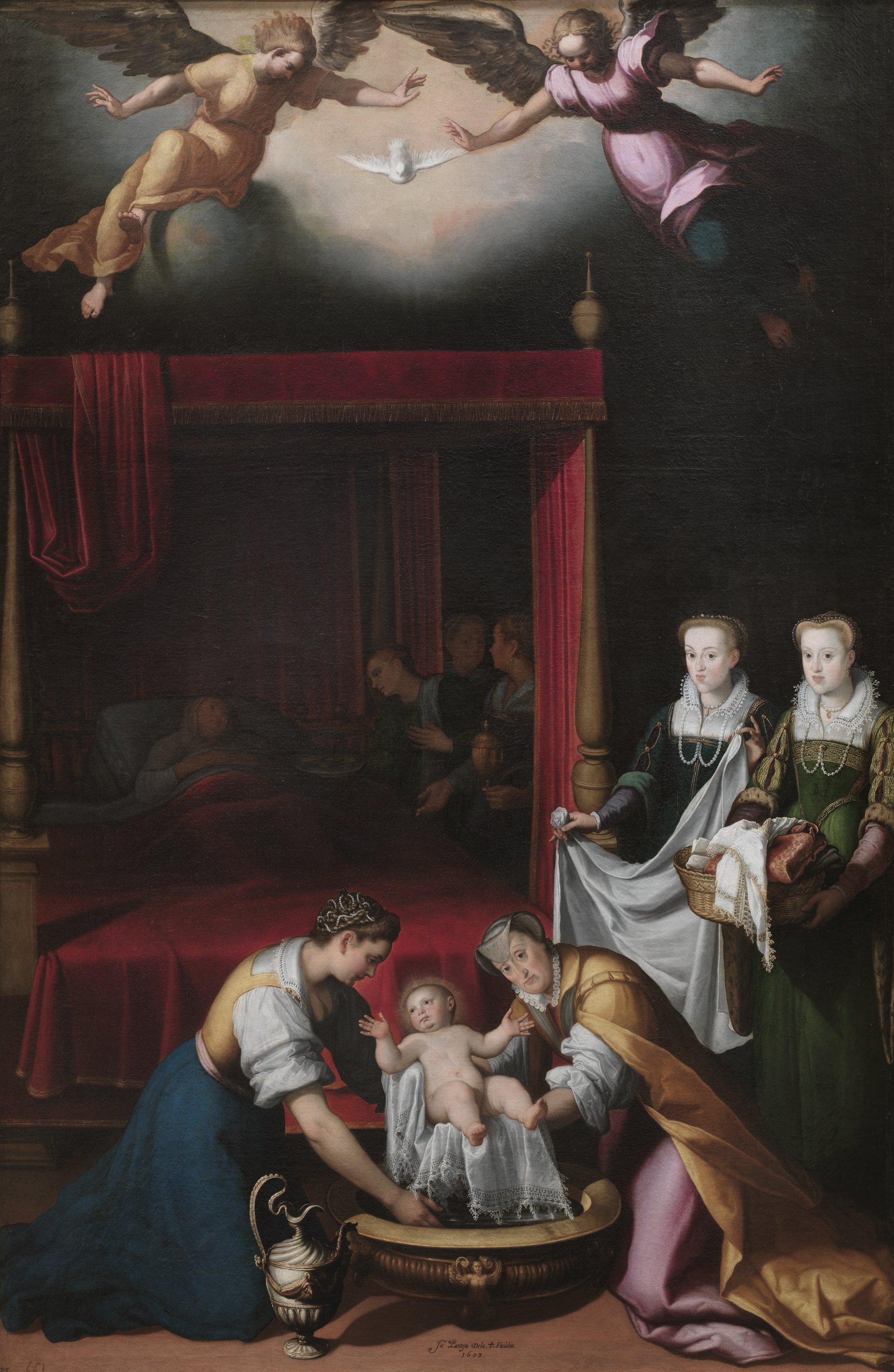
Naissance de la Vierge, 1603, Prado. Combinant la peinture religieuse et le portrait du divin, Pantoja dépeint Marie de Bavière, mère de Philippe III, comme la dame tenant la jeune fille vierge, assistée de deux de ses filles. Ce sont les seuls personnages qui regardent le spectateur pour mettre en évidence le caractère classique de leur portrait.

Juan Pantoja de La Cruz (1553 – 26 octobre 1608) est un peintre espagnol, l'un des plus représentatifs peintres de cour de l'école espagnole. Il travaille pour Philippe II et Philippe III. Le Musée du Prado possède plusieurs tableaux représentatifs de son style sévère de portrait.

## Biographie
Juan Pantoja de La Cruz naît en 1553 à Valladolid. On sait très peu de ses années de formation en tant que peintre. Il est élève du peintre de cour Alonso Sánchez Coello à Madrid et doit avoir aidé son maître à se conformer à ses fonctions de peintre du roi espagnol Philippe II. Pantoja continue probablement à travailler dans le studio de son maître après avoir terminé sa formation. Marié en 1585, il commence à peindre pour la cour à cette époque. Après la mort de Sánchez Coello en 1588, Pantoja reprend l'atelier de son maître et devient peintre de la cour de Philippe II d'Espagne. 
Il continue à travailler pour la cour et la noblesse et peint des portraits du prince Philippe, le futur Philippe III, en 1592 et 1594. Parmi ses œuvres les plus connues se trouve le portrait de Philippe II portant une cape et un chapeau tout en noir, peint vers 1594 pour l'Escurial. Ce portrait est l'une des meilleures représentations de l'idée de majesté espagnole, basée sur l'éloignement du monarque. À la mort de Philippe II en 1598, Philippe III confirme le statut de Pantoja comme peintre de cour. Lorsque la cour s'installe à Valladolid en 1601, Pantoja déménage dans la nouvelle capitale et reste plusieurs années dans cette ville.
Juan Pantoja de la Cruz peint un grand nombre de portraits d'État avec les forces combinées de son atelier, ses serviteurs, ses apprentis et ses collaborateurs. Il est avant tout un peintre de portrait attaché à la famille royale, (qu'il accompagne lors de des voyages à Valladolid, Burgos, Lerma et l'Escurial) et à la haute aristocratie. Pantoja peint également des œuvres religieuses principalement commandées par la reine espagnole, Marguerite d'Autriche-Styrie, épouse de Philippe III. Les peintures de Pantoja sur des thèmes religieux contiennent également de nombreux portraits de personnages auxiliaires comme dans « La Naissance de la Vierge » (1603) dans lequel il inclut la mère de la reine. Il peint aussi des natures mortes, mais, comme ses fresques de plafond, elles ne nous sont pas parvenues. Pantoja retourne à la cour de Madrid et y meurt le 26 octobre 1608.

## Style
Pantoja représente l'un des points les plus élevés dans l'esthétique maniériste de la peinture de portrait. Il suit la tradition espagnole de portraits royaux, commencée avec le célèbre portrait de Charles Quint par Titien, dont une copie, faite par Pantoja, se trouve à l'Escurial. Antonis Mor, Alonso Sánchez Coello et Pantoja lui-même  continuent la tradition. Son art a été sévèrement critiqué par les historiens prévenus contre le portrait non italien et qui le rejettent comme un peintre de la cour de Philippe III, « banal », « terne » mais « travailleur laborieux ». La formule de composition des portraits d'État de Velázquez dérive de ses prédécesseurs espagnols, parmi lesquels Pantoja de la Cruz. 
Dans ses meilleures œuvres, Pantoja introduit une impressionnante combinaison de sophistication et d'abstraction géométrique obtenues au moyen de contrastes puissants entre la lumière et l'ombre. Ses portraits se distinguent par la minutie des détails des broderies des robes et des dessins de bijoux. Le sujet est généralement représenté debout contre un fond sombre. Le visage et les mains sont représentés avec une technique plus plate et subtile. Parmi ses portraits on compte celui de Philippe III, de la reine Marguerite d'Autriche (1606, Madrid, musée du Prado), l'infante Isabel Clara Eugenia (1599, Munich, Alte Pinakothek), la duchesse de Bragance (1603), Dame inconnue (col. Marquise de Viana), D. Diego de Valmayor (1609, Saint-Pétersbourg, musée de l'Ermitage)
En plus de connaître un grand succès en tant que meilleur portraitiste de son temps, Pantoja est un peintre très polyvalent à l'aise dans tous les genres. Il fournit ainsi à la cour d'Espagne et à l'aristocratie des peintures religieuses, des toiles mythologiques et des compositions historiques. Les peintures religieuses de Pantoja sont exécutées avec un style plus réaliste et dramatique que ses portraits. Ils vont d'un académisme froidement lointain à un ténébrisme plus avancé proche du baroque.
Juan Pantoja de la Cruz, tenu en haute estime comme peintre animalier, est aussi connu comme peintre paysagiste et de nature morte qui parvient à exploiter les nouvelles formes d'art sécularisées qui se propagent à travers l'Europe à la fin du XVIe siècle. Acclamé comme un artiste doué par les écrivains contemporains, Lope de Vega et Francisco de Quevedo ont laissé des preuves éloquentes de leur admiration pour Pantoja. Dans La hermosura de Angélica (1602), une imitation de l'Orlando Furioso de l'Arioste, Lope de Vega rédige sa louange dans le couplet suivant : Juan de la Cruz que si criar no pudo / Dio casi vida y alma a un rostro mudo; et Quevedo vante le travail de Pantoja comme miniaturiste dans le poème El Pincel, écrit en 1615, sept ans après la mort de Pantoja...